# Billy (Hunderasse)
Der Billy ist eine von der FCI anerkannte französische Hunderasse (FCI-Gruppe 6, Sektion 1.1, Standard Nr. 25).

## Herkunft und Geschichtliches
Benannt ist die Rasse nach dem Ort Billy im französischen Poitou, dem Wohnsitz des Erstzüchters
Hublot du Rivault. Er nutzte für die Zucht des Billy drei mittlerweile ausgestorbene Hunderassen,
den Céris, den Montaimboeuf und den Larrye. Auch der Billy war nach dem Zweiten Weltkrieg
vom Aussterben bedroht, nur zwei Exemplare hatten den Krieg überlebt. Dieser extrem kleine Genpool macht die Rasse sehr anfällig für Erbkrankheiten.

## Beschreibung
Der Billy ist ein gut gebauter, kräftiger, bis 70 cm großer und mit etwa 33 kg leichter Hund mit glattem und kurzem Haar in reinweiß oder milchkaffeeweiß, oder auch weiß mit hellorangefarbenen oder zitronenfarbenen Flecken oder Mantel. Die Hängeohren sind von mittlerer Länge, für einen französischen Laufhund etwas hoch angesetzt.